# Berufsständische Versorgung
Berufsständische Versorgung ist die auf einer gesetzlichen Pflichtmitgliedschaft beruhende Altersversorgung für kammerfähige freie Berufe. Dazu zählen Ärzte, Apotheker, Architekten, Notare, Patentanwälte, Rechtsanwälte, Steuerberater beziehungsweise Steuerbevollmächtigte, Tierärzte, Wirtschaftsprüfer und vereidigte Buchprüfer, Zahnärzte sowie jeweils partiell Psychologische Psychotherapeuten und Ingenieure.
Die berufsständische Versorgung wird auf landesrechtlicher Grundlage errichtete Versorgungseinrichtungen (i. d. R. rechtlich selbständige Anstalten des öffentlichen Rechts, zum Teil auch Sondervermögen der jeweiligen Berufskammern) erbracht. Die berufsständische Versorgung ist stark durch landesrechtliche oder satzungsrechtliche Legitimationen zur Selbstverwaltung durch die betroffenen Berufsstände geprägt und bietet ihren Mitgliedern eine umfassende Alters-, Berufsunfähigkeits- und Hinterbliebenenversorgung. Dachverband ist die Arbeitsgemeinschaft Berufsständischer Versorgungseinrichtungen e. V., in der sich die Versorgungswerke zusammengeschlossen haben. Eine Besonderheit stellen Versorgungswerke für Abgeordnete (etwa: Versorgungswerk der Mitglieder der Landtage von Nordrhein-Westfalen, Brandenburg und Baden-Württemberg) dar, da Abgeordnete keinen Kammerberuf ausüben.

## Rechtliche Stellung im gegliederten Altersversorgungssystem
Die berufsständische Versorgung ist im gegliederten System der Altersversorgung ebenso wie die gesetzliche Rentenversicherung und die Beamtenversorgung nach der Systematik des Alterseinkünftegesetzes der „ersten Schicht“ zuzurechnen. Sie repräsentiert einen Versorgungstypus eigener Art, der selbständig neben den sonstigen gesetzlichen Altersversorgungssystemen (insbesondere der gesetzlichen Rentenversicherung, von der sich die angestellt tätigen Versorgungswerkmitglieder in der Regel befreien lassen können) und den Formen freiwilliger Vorsorge (insbesondere der privaten Lebens- und Rentenversicherung) steht. Kraft ihres Versorgungsauftrages beziehen sie nur die Angehörigen der jeweiligen Berufsgruppe ein, denen sie durch die kontinuierliche Begleitung von Beginn der Berufsausübung an eine einheitliche Versorgungsbiographie bieten können.  Dadurch entsteht eine Versichertengemeinschaft mit einheitlicher Risikostruktur, auf deren spezielles Versorgungsbedürfnis die Regelungen und die Leistungen des jeweiligen Versorgungswerkes ausgerichtet werden können. Dabei wirkt sich die etwa um vier Jahre höhere Lebenserwartung von Freiberuflern, den typischen Mitgliedern von berufsständischen Versorgungswerken, auf die Berechnung der monatlichen Altersrente kürzend aus. Der Stammwert der in das Versorgungswerk eingezahlten Rentenanwartschaft kann den Berufsträgern, die einem Versorgungswerk angehören, nicht verloren gehen, wenn sie insolvent werden. Insoweit haben diese Berufsträger gegenüber anderen Selbständigen eine Vorzugsstellung, die sonst (außer Beamte) nur Arbeitnehmer haben, die ihre Renten aus der gesetzlichen Rentenversicherung beziehen.
Teilweise werden auch für das Handwerk oder den Einzelhandel Sozialleistungen unter dem Begriff „Versorgungswerk“ angeboten. Häufig handelt es sich um Initiativen der örtlichen Kammern oder Innungen, die in Kooperation mit einer privaten Versicherung verschiedene Vorsorgeverträge, auch für die Altersvorsorge anbieten. Dabei handelt es sich aber nicht um berufsständische Versorgungen mit verpflichtender Mitgliedschaft, die der ersten Schicht zuzurechnen sind, sondern freiwillige Zusatzversorgungen, meistens in Form von Lebensversicherungen. Die Mitgliedschaft in einem Versorgungswerk des Handwerks oder Einzelhandels befreit deshalb auch nicht von der Versicherungspflicht in der gesetzlichen Rentenversicherung (§ 6 Abs. 1 SGB VI). Leistungen der Versorgungswerke des Handwerks oder des Einzelhandels gelten deshalb auch nicht, anders als Altersrenten der Versorgungswerke der Freiberufler, als der gesetzlichen Rente vergleichbare Einnahmen im Sinne von § 229 SGB V.

## Finanzierung der Leistungen
Die Leistungen der Versorgungswerke sind grundsätzlich beitragsabhängig. Die Beitragshöhe für die Mitglieder in einem Angestelltenverhältnis folgt grundsätzlich der Höhe, die auch für Mitglieder der Deutschen Rentenversicherung gelten (§§ 157ff SGB VI). Diese Abgabe beträgt zurzeit (2015) 18,7 % des Bruttoeinkommens. Selbständigen Mitgliedern wird häufig eingeräumt nur eine 2/3-Mitgliedschaft zu begründen, so dass nur 2/3 des üblichen Beitrages gezahlt werden müssen. Andererseits räumen manche Versorgungswerke auch die Gelegenheit von freiwilligen Zahlungen bis zur Höhe von 15/10 der üblichen Beitragshöhe ein (z. B. Schleswig-Holsteinisches Versorgungswerk für Rechtsanwälte, § 32 der Satzung). Dementsprechend verändern sich auch die späteren Leistungen des Versorgungswerkes. Laut Geschäftsbericht des Schleswig-Holsteinischen Versorgungswerk für Rechtsanwälte für 2013 zahlten nur 30 % der Mitglieder den Höchstbetrag als Beiträge ein. 4093 aktive Mitglieder zahlten insgesamt 27,23 Mio. Euro Beiträge, was einem durchschnittlichen Monatsbeitrag von 554,40 Euro entspricht. Die Zahlen können als repräsentativ für Rechtsanwaltsversorgungswerke angesehen werden.
Zur Finanzierung der Leistungen werden Kapital bildende Verfahren eingesetzt, die auf die spezifischen Anforderungen des einzelnen Versorgungswerks zugeschnitten sind: das auch in der Lebensversicherung gebräuchliche Anwartschaftsdeckungsverfahren und das im berufsständischen Versorgungswesen weit verbreitete offene Deckungsplanverfahren, bei dem auch künftige Beiträge und Versorgungsansprüche in die versicherungsmathematische Kalkulation einbezogen werden. Die zwischenzeitliche Niedrigzinsphase veranlasste die Versorgungswerke den Anteil der Anlagen in festverzinslichen Wertpapieren von 70 Prozent im Jahr 2011 auf 56 Prozent im Jahr 2015 zu senken und den Aktienanteil von 16 auf 20 Prozent zu steigern. Viele Versorgungswerke haben zudem auch den Anteil an Immobilien erhöht.
Die berufsständischen Versorgungswerke erhalten (anders als die gesetzliche Rentenversicherung, die davon allerdings eine Vielzahl versicherungsfremde Leistungen übernimmt) keinerlei Zuschüsse von staatlicher Seite, sondern finanzieren sich alleine aus den Mitgliedsbeiträgen und ggf. den Gewinnen aus den Investitionen.

## Leistungen
Die berufsständischen Versorgungswerke leisten gemäß den in ihrer Satzung festgelegten Bedingungen grundsätzlich Altersrenten und  Berufsunfähigkeitsrenten an ihre Mitglieder, sowie Hinterbliebenenrenten, Sterbegeld oder eine Kapitalabfindung an die Angehörigen der verstorbenen Mitglieder. Manche Versorgungswerke leisten bei einer 100-prozentigen Berufsunfähigkeit schon vom ersten Tag der Mitgliedschaft an und nicht erst nach einer Wartezeit, wie bei der Deutschen Rentenversicherung (5 Jahre Wartezeit).
Die Höhe der ausgezahlten Renten berechnet sich zum einen aus den persönlichen Beiträgen, die jedes Mitglied individuell geleistet hat und zum anderen aus dem wirtschaftlichen Erfolg des jeweiligen Versorgungswerkes. Das Ergebnis der Kapitalanlagen wird am zu Grunde gelegten Rechnungszins gemessen. In Zeiten von Niedrigzinsphasen kann der Rechnungszins sinken. Es hängt außerdem vor allem von den jeweiligen Rücklagen, den Neuzugängen an Beitragszahlern, den Neuzugängen an Rentenempfängern, ihrem Renteneintrittsalter und ihrer Lebenserwartung ab, ob Renten erhöht oder gegebenenfalls sogar gesenkt werden müssen. In Anbetracht der zurzeit sehr niedrigen Zinsen, die am Geld- und am Anleihenmarkt erzielt werden, weiten einige Versorgungswerke ihre Anlagen auf andere Anlagenklassen aus. Dazu gehören die Erhöhung der Aktienquote, die Beteiligung an Infrastruktur und Energieanlagen oder der Kauf eigener Immobilien (sowohl Wohn- als auch Gewerbeimmobilien) zur Vermietung.
Die durchschnittliche Höhe der monatlichen Altersruhegelder der Versorgungswerke entwickelte sich von 1969,76 Euro im Jahr 2008 auf 2077,92 Euro im Jahr 2015. Die Altersrente der Nordrheinischen Ärzteversorgung betrug im Jahr 2013 monatlich 2853 Euro und 2014 einen Euro weniger, somit 2852 Euro. Im Jahr 2013 neu zugesagte Altersrenten waren auf durchschnittlich 2706 Euro abgesenkt worden. Zum Vergleich: Der durchschnittliche Zahlbetrag der Deutschen Rentenversicherung für Alters- und Erwerbsminderungsrenten betrug nach Abzug der Beiträge für Kranken- und Pflegeversicherung per 31. Dezember 2017 Euro 866.
Eine Studie aus dem Jahr 2016 kommt zu dem Ergebnis, dass unter dem Gesichtspunkt der Höhe der jeweiligen Ruhestandsbezüge die Beamtenpension an erster Stelle steht, an zweiter Stelle folgen die Leistungen der berufsständischen Versorgung, also die Freiberufler-Rente und mit deutlichem Abstand erst an dritter Stelle die gesetzliche Rente.

## Aufsicht
Berufsständische Versorgungswerke unterliegen den gesetzlichen Kontrollinstanzen der jeweiligen Bundesländer.
Die Rechts- und Versicherungsaufsicht üben die zuständigen Ministerien des Innern beziehungsweise der Wirtschaft aus. Den Jahresabschluss und die Rechnungsprüfung bewerkstelligen wirtschaftsmathematische Sachverständige. In Bayern hat der Bayerische Oberste Rechnungshof im Jahr 2008 Beanstandungen ausgesprochen.

## Historische Entwicklung in Deutschland
Die Wurzeln der berufsständischen Versorgung reichen bis in das Jahr 1923 zurück, in dem die älteste und heute größte berufsständische Versorgungseinrichtung, die Bayerische Ärzteversorgung, auf damals dringenden Wunsch der bayerischen Ärzte, Zahnärzte und Tierärzte errichtet worden ist. Hintergrund hierfür war der Umstand, dass Angehörige der Freien Berufe von der Versorgung aus der gesetzlichen Rentenversicherung ausgeschlossen waren und Wirtschaftskrise sowie Inflation nach dem Ersten Weltkrieg die private Vorsorge praktisch vollständig entwertet hatten. Die Geschäftsführung der Bayerischen Ärzteversorgung obliegt von Anbeginn an der Bayerischen Versicherungskammer, seit 1995 der Bayerischen Versicherungskammer-Versorgung (Bayerische Versorgungskammer). Die Bayerische Versorgungskammer, eine Oberbehörde des Freistaats Bayern, führt als größte öffentlich-rechtliche Versorgungsgruppe in Deutschland die Geschäfte von zwölf Altersversorgungseinrichtungen, davon fünf berufsständischen Versorgungswerken, im Verbund.
In der Nachkriegszeit entstanden weitere berufsständische Versorgungswerke als Folge der Adenauerschen Rentenreform von 1957. Diese Reform versagte den Mitgliedern der sogenannten freien Berufe die Möglichkeit der freiwilligen Versicherung in der gesetzlichen Rentenversicherung. Um nicht gänzlich ohne Altersabsicherung zu sein, entstanden nach und nach Versorgungseinrichtungen der einzelnen Berufsgruppen auf Landesebene.
Heute bestehen in Deutschland 91 auf Landesrecht beruhende öffentlich-rechtliche Pflichtversorgungseinrichtungen der Angehörigen der verkammerten Freien Berufe. Diese sind in der Arbeitsgemeinschaft berufsständischer Versorgungseinrichtungen zusammengeschlossen und beinhalten die folgenden Berufsgruppen:
- Ärzte, z. B.
  - Ärzteversorgung Westfalen-Lippe
  - Bayerische Ärzteversorgung
- Apotheker
- Architekten
- Notare
- Rechtsanwälte
- Steuerberater bzw. Steuerbevollmächtigte
- Tierärzte
- Wirtschaftsprüfer und vereidigte Buchprüfer
- Zahnärzte
- Psychologische Psychotherapeuten (Berufsträger der Psychotherapeutenkammern Rheinland-Pfalz, Hessen, Nordrhein-Westfalen, Niedersachsen, Bremen, Hamburg und Schleswig-Holstein)
- Ingenieure (Zugang für Berufsträger aus Niedersachsen, Baden-Württemberg und Bayern; Zugang auch für Berufsträger in anderen deutschen Bundesländern, soweit deren Kammern mit den Versorgungswerken der Ingenieurkammern von Niedersachsen, Baden-Württemberg oder der Bayerischen Ingenieurversorgung-Bau vertraglich entsprechend verbunden sind)
- Patentanwälte (Berufsträger der Patentanwaltskammer mit Kanzleisitz in Bayern, Nordrhein-Westfalen oder Hamburg[10])